# 電力中央研究所
一般財団法人電力中央研究所(でんりょくちゅうおうけんきゅうじょ。英文名称Central Research Institute of Electric Power Industryは、電気事業の技術的・政策的課題に対して科学技術・経済・エネルギー政策分野の研究開発・政策提言を行う研究機関である。大手電力会社9社を始めとする電力業界の資金提供により運営されている。

## 概略

### 基本情報
略称として電中研、電研、CRIEPI(クリエピ))等が用いられることもある。
電力事業のニーズに沿った研究開発を推進する一方で、公益法人として完全中立を指向し、科学研究費補助金の交付対象である学術研究団体でもある。
東京都千代田区大手町本部のほか、東京都狛江市、千葉県我孫子市、神奈川県横須賀市に研究拠点を置く。研究スタッフとして電気・機械・原子力・物理・化学・土木・建築・生物・環境・情報・経済など広い分野の研究者を擁しており、大学の客員教授を務める者も多く在籍する。総勢は744名、その内の660名が研究員である(2025年3月31日時点)。

### 設立の経緯
1949年（昭和24年）、吉田茂内閣総理大臣がGHQの命令により、松永安左エ門を委員長とする電気事業再編成審議会を設置したことが電力中央研究所の発足の切っ掛けである。戦前は九州・関西・中部・関東の電力会社を傘下におさめる「電力王」と呼ばれた松永であったが、戦時中は反戦と自由主義を貫き、近衛文麿内閣総理大臣からの大政翼賛会への加入や大蔵大臣への就任の要請を断った。更に戦時下で昭和天皇の勅命を頂いているとされていた官僚を「軍部に追随する人間のクズ」と公言し、新聞各紙に謝罪広告を掲載する事態に追い込まれた後も公然と電力の国家管理政策に反対した。このため松永は軍部のブラックリストに載り、政財界から離れることになった。吉田茂が年齢的にも健康不安が危惧された73歳の松永を起用したのは、戦時中の言動から戦争犯罪と無縁なことや、GHQと思想信条が近いと考えたためである。
松永は国家管理政策による半官半民の日本発送電の分割民営化を提案したものの、当時の通商産業大臣兼大蔵大臣であった池田勇人を除いて、電気事業再編成審議会の全委員、政財界、官僚、学識経験者、国民、マスコミからの反対にあい、日本中が日本発送電の存続を疑わなかった。更に松永の「電気事業という重大国策を（電気事業再編成審議会の）多数決で決するとは何ごとか」との暴言を切っ掛けに、松永は孤立無援の状態となった。しかし松永はGHQを直接説得し、国会決議より効力が強いGHQポツダム政令である電気事業再編成令の発令して九電力体制（当時、電源開発や沖縄電力はまだ存在していなかった）への分割民営化を成し遂げた。続いてこれを実行する機関として公益事業委員会を設置したものの、当時の日本は急激に電力需要が増加し、電力不足のため電気料金の大幅な引き上げが続く状況にあった。電気料金の引き上げは国民の反発を招き、松永は「電力の鬼」と呼ばれるようになる。
松永は、電気事業の持続には「電力経済ならびに電力技術の調査、研究を盛んにするため必要なる機関を新設または拡充し、さらなる専門家の養成も行い、電気事業の健全なる進歩発展が必要不可欠」であると考え、戦時中に国が電気事業に介入した苦い経験を元に、電力経済ならびに電力技術の研究開発を一切の外圧に影響されることなく効率的に実施するための公益法人のシンクタンク兼研究機関の設立を構想した。
そして75歳となった松永を中心とする9電力会社と電気事業再編成審議会は、解体した日本発送電の研究部門を元に1951年（昭和26年）11月7日、日本最大の研究機能を有する戦後日本初の本格的な民間シンクタンクとして電力中央研究所の前身の電力技術研究所を設立した。翌1952年、現在の社会経済研究所の元となるシンクタンク部門を設置し、電力中央研究所と改称した。

### 社会に対する、これまでの主な提言
戦後、高度成長期には、電源の火主水従化、火力発電用燃料の油主炭従化、火力発電における原油生焚き、原子力発電の商業化、佐久間周波数変換所の設置など、電気事業の根幹にかかわる重要事項について独自の研究成果に基づきシンクタンクとして提言した。オイルショックから現在に至る間には、電源構成のベストミックスの概念、火力発電用燃料の海外炭の導入による石炭回帰、エコキュートの開発を基にしたオール電化による二酸化炭素排出削減などを提言している。
東北電力女川原発の建設の際、東北電力に津波を考慮して海抜15mの高台への設置を主張し、2011年の東日本大震災では女川原発の壊滅は免れた。
また松永が別途組織した私設シンクタンク「産業計画会議」においても、電力中央研究所は運営を担った。

## 組織体制
専門分野別に、以下の8つの「専門研究所」から編成されている。
- 社会経済研究所 - 東京都千代田区（電力自由化政策・地球温暖化防止政策・ヒューマンファクター）
- システム技術研究所 - 神奈川県横須賀市（配電システム・スマートグリッド・情報通信システム）
- 原子力技術研究所 - 神奈川県横須賀市・東京都狛江市（廃棄物の放射線に対する安全確保技術）
- 地球工学研究所 - 千葉県我孫子市（社会基盤の立地・災害軽減・メンテナンス技術）
- 環境科学研究所 - 千葉県我孫子市（地球温暖化影響・環境計測技術・石炭灰リサイクル・磁界の生物影響評価）
- 電力技術研究所 - 神奈川県横須賀市（電力機器の絶縁診断・耐雷設計技術・電磁環境解析・大電流技術、超電導応用）
- エネルギー技術研究所 - 神奈川県横須賀市（火力発電所の運用保守技術・燃料ガス化・低品位燃料改質・燃料電池・ヒートポンプ）
- 材料科学研究所 - 神奈川県横須賀市（半導体・超電導物質・燃料電池セラミックス・リチウム二次電池）

社会や電気事業が抱える緊急で重要な課題に対して総合的に取り組むため、研究所をまたぐ横断的組織として「総括プロジェクト」が存在する。
- 軽水炉高経年化研究
- 赤城実験センター　
  - 赤城山の南麓、赤城南面千本桜の西隣、標高約500ｍに位置し、大型研究設備を用いる全所共通の試験ヤードとして、年間30件程度の研究テーマに関連した試験が行われている。
  - 職員は5人だが試験作業は他地区から研究員が出張して実施する。
  - 毎年１回実験センターを公開している。

原子力によるあらゆる事故を想定した対策を講じる研究を行う組織。
- 原子力リスク研究センター（Nuclear Risk Research Center：NRRC） - 2014年10月1日発足。人員約110名、センター長MITジョージ・アポストラキス（George Apostolakis）名誉教授[8][9]。

2021年7月1日に組織改編を行い、研究系部署は下記体制となった。

- 社会経済研究所
- 原子力リスク研究センター
- エネルギートランスフォーメーション研究本部
- グリッドイノベーション研究本部
- サステナブルシステム研究本部

## 歴代理事長
1. 大西英一 - 1951年11月〜1953年 3月（元日本発送電総裁）
2. 松永安左エ門 - 1953年 4月〜1971年 6月（元電気事業再編成審議会委員長、元東邦電力社長、私設シンクタンク産業計画会議議長）
3. 横山通夫 - 1971年6月〜1980年6月（元中部電力会長）
4. 成田浩 - 1980年6月〜1991年6月（元東京電力副社長）
5. 依田直 - 1991年6月〜1999年6月（元東京電力副社長）
6. 佐藤太英 - 1999年6月〜2005年6月（元中部電力副社長）
7. 白圡良一 - 2005年6月〜2009年6月（元東京電力副社長）
8. 各務正博 - 2009年6月〜2018年6月（元中部電力副社長）
9. 松浦昌則 - 2018年6月〜2023年6月（元中部電力副社長）
10. 平岩芳朗 - 2023年6月〜現在（元中部電力副社長）

## 著名な研究員等

### 現職者
- 秋田調 - 本部企画グループマネージャー、超電導エネルギー貯蔵研究会 技術委員長
- 大村直也 - 環境科学研究所上席研究員、千葉大学客員教授、バイオセンサーによるPCB簡易迅速検出法
- 斎川路之 - エネルギー技術研究所上席研究員、エコキュートの発明・開発、省エネルギーセンター省エネ大賞経済産業大臣賞、アメリカ合衆国環境保護庁 CLIMATE PROTECTION AWARDS、恩賜発明賞
- 土田秀一 - 材料科学研究所上席研究員、SiC半導体エピタキシャルウェハ量産化技術
- 福冨広幸 - 材料科学研究所主任研究員、超音波による探傷欠陥非破壊測定技術

### 顧問・名誉職
- 神田啓治 - 名誉研究顧問、京都大学名誉教授、日本原子力学会賞、科学技術庁長官賞、フランス国家功労勲章、内閣総理大臣賞
- 中村政雄 - 名誉研究顧問、ジャーナリスト、元読売新聞論説委員
- 仁田旦三 - 研究顧問、超電導エネルギー貯蔵研究会 理事長、元電気学会会長、東京大学名誉教授

### 出身者
- 阿部正浩 - 獨協大学教授、日経・経済図書文化賞
- 安藤陽一 - 大阪大学教授、日本学術振興会賞
- 上之薗博 - 超電導エネルギー貯蔵研究会 会長
- 内山洋司 - 筑波大学名誉教授
- 岸徳光 - 室蘭工業大学名誉教授
- 小峯秀雄 - 早稲田大学教授、科学技術分野の文部科学大臣表彰科学技術賞（研究部門）
- 黒住英司 - 一橋大学教授
- 黒瀬良一 - 京都大学教授
- 今野浩 - 東京工業大学名誉教授
- 國生剛治 - 中央大学名誉教授
- 佐々木葉 - 早稲田大学教授、土木学会会長
- 篠崎武久 - 早稲田大学教授
- 杉山大志 - キヤノングローバル戦略研究所研究主幹、社会経済研究所上席研究員、気候変動に関する政府間パネル（ノーベル平和賞受賞団体）メンバー
- 鈴木達治郎 - パグウォッシュ会議（ノーベル平和賞受賞団体）評議員、東京大学客員教授
- 武田重信 - 東京大学准教授、日本学術振興会賞
- 新田義孝 - 四日市大学名誉教授
- 服部禎男 - 元初代原子力部長、理事、名誉特別顧問。4S炉を発案
- 藤井哲 - 九州大学名誉教授
- 古谷正裕 - 早稲田大学共同原子力専攻教授、原子力技術研究所副研究参事、超急速冷却金属アモルファス製造法、可視光応答型光触媒の開発、日経BP技術賞
- 森信人 - 京都大学教授
- 山地憲治 - 東京大学教授、国際科学会議国際応用システム分析研究所（IIASA）日本代表理事、グリーン電力認証機構委員長、日本学術会議会員

## 国際協力機関

### 包括協定
- EPRI（米国電力研究所）
- KEPRI（韓国電力公社電力研究院）
- KERI（大韓民国科学技術部電気研究院）
- IAEA（国際原子力機関）
- TPC（台湾電力公司）
- EJCC（欧州高速炉研究開発運営委員会：英・仏・独）
- EURATOM（欧州原子力共同体：EU）
- SwRI（サウスウェスト研究所：米国）
- CSIRO（オーストラリア連邦科学産業研究機構）
- CRCCSD（石炭利用共同研究センター：豪州）
- SIIT（シリントーン国際工学部：タイ）
- KAERI（大韓民国科学技術部原子力研究所）

- イリノイ大学（米国）
- 上海交通大学（中国）
- IEM（中国地震局工程力学研究所）
- LLNL（ローレンスリバモア国立研究所：米国）
- NAGRA（スイス放射性廃棄物管理組合）
- ESKOM（南アフリカ電力公社）
- CEA（フランス原子力庁）
- BNFL（英国原子燃料会社）
- CEPRI（中国電力科学院）
- ベトナム電力公社エネルギー研究所
- KPX（大韓民国電力取引所）
- クイーンズランド大学（豪州）

### 共同研究
（包括協定との重複を除く）
- インペリアル・カレッジ（英国）
- 西安交通大学（中国）
- Studsvik Nuclear（スウェーデン）
- ITU（EURATOM内の組織・超ウラン元素研究所：ドイツ）
- アイダホ国立研究所（米国）
- モンテリ コンソーシアム（スイス）
- SKB（スウェーデン核燃料・廃棄物管理会社）
- NCAR（アメリカ大気研究センター）
- デンマーク工科大学
- ニューブランズウィック大学（カナダ）
- INST（ベトナム同位体科学技術研究所）

- ボゴール農科大学（インドネシア）
- ベトナム国家大学ハノイ校
- APCC（APEC気候センター：韓国）
- ニューメキシコ工科大学（米国）
- VaasaETT（フィンランド）
- イリノイ大学地域経済応用研究所（米国）
- EURATOM（EU）
- EDF（フランス電力）
- バテル研究所（米国）
- アーヘン工科大学（ドイツ）
- ORNL（オークリッジ国立研究所：米国）

### 参加国際機関
- IERE（電力研究国際協力機構）
- AESIEAP（東アジア・西太平洋電気事業協会）
- WNA（世界原子力協会）
- STL（短絡試験連絡機構）
- EURELECTRIC（欧州電気事業連合）